# Else Goldschmidt
Else Goldschmidt (* 11. Juli 1898 in Berlin; † 19. Dezember 1975 in Johannesburg) war eine deutsche Unternehmerin jüdischer Religionszugehörigkeit und die erste Börsenmaklerin Deutschlands.

## Familie

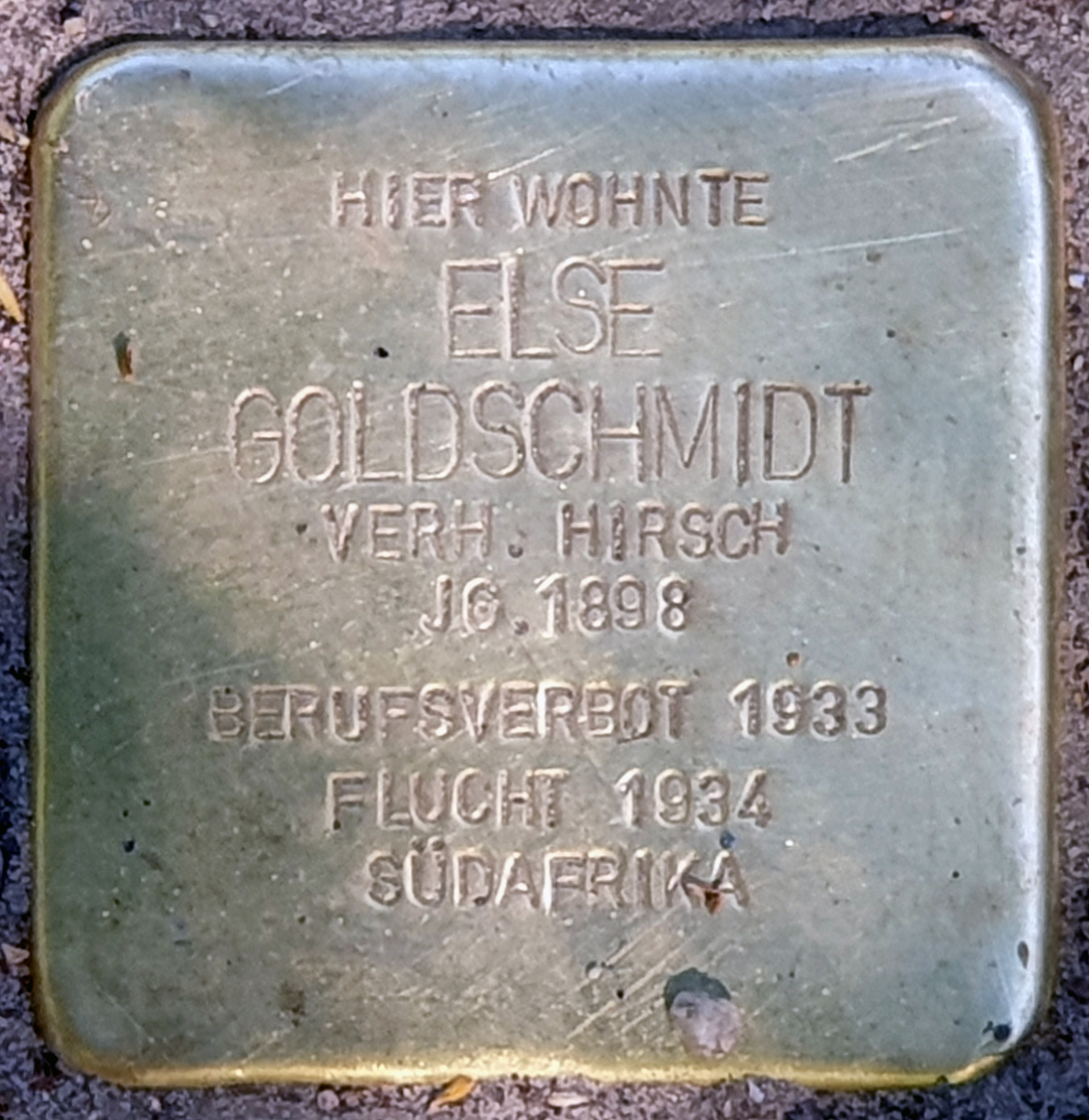
Stolperstein für Else Goldschmidt in der Dernburgstraße 4 in Berlin-Charlottenburg

Else Goldschmidt war die Tochter des Börsenmaklers Julius Goldschmidt (1870–1922) und Ella Goldschmidt, geb. Goldschmidt (1876–1972). Sie hatte eine jüngere Schwester Gerda (1903–1955). Am 4. Mai 1936 heiratete Else Goldschmidt den Berliner Kaufmann Kurt Hirsch (1898‒1978) und nahm dessen Nachnamen an. 1940 wurde ihr Sohn Clive geboren.

## Schule und Ausbildung
Else Goldschmidt besuchte die Victoria-Auguste-Schule in Berlin, zunächst in der Uhlandstraße und später in der Augustburger Straße, wo sie ihre Reifeprüfung ablegte. Während der Schulzeit zog die Familie in die Leibnizstraße 59 und 1915 in die Wittelsbacher Straße 13 um. Else Goldschmidt war von April 1915 bis Oktober 1916 als Lehrling im väterlichen Bank-Kommissionsgeschäft Julius Goldschmidt beschäftigt. Ab Oktober 1915 absolvierte sie die Selekta der Handelsschule für Mädchen der Korporation der Kaufmannschaft von Berlin und schloss ihre Reifeprüfung am 22. September 1916 mit Auszeichnung ab. Zur Erweiterung ihrer Kenntnisse arbeitete sie in der Zeit vom 2. Oktober 1916 bis 30. Juni 1917 bei der Bank für Handel & Industrie am Schinkelplatz 1–4 in Berlin. Anschließend war sie wiederum in der Bankfirma ihres Vaters tätig.

## Berufliche Tätigkeit in Deutschland
Nach dem Tod des Vaters 1922 übernahm zunächst ihre Mutter und ab 1925 Else Goldschmidt und ihre Mutter beide zu gleichen Anteilen die Teilhaberschaft des Bank-Kommissionsgeschäftes Julius Goldschmidt, um ihre Existenz zu sichern. Auf diese Weise konnten sie die Geschäfte mit der Londoner Börse fortführen, die ihr Vater im Auftrag von internationalen Großbanken wie der Dresdner Bank, des Bankhauses Mendelssohn & Co., der Berliner Handels-Gesellschaft und des Bankhauses S. Bleichröder–Gebrüder Arnold abwickelte. Else Goldschmidt erhielt am 15. Dezember 1927 ihre Zulassung zur Berliner Börse in der Burgstraße 25. Als erste Frau Deutschlands war sie berechtigt, an den Börsenversammlungen der Wertpapierbörse teilzunehmen. Die Konzession war durch die in der Verfassung der Weimarer Republik verankerte Geschlechtergleichstellung sowie die Änderung der Börsengesetzgebung möglich geworden, wodurch der jahrhundertelange Börsenausschluss von Frauen aufgehoben wurde. Darüber hinaus zeichnete sich Else Goldschmidt durch ein großes soziales Engagement aus. Sie war sowohl Mitglied in der Makler-Gemeinschaft e.V. als auch während der Bankenkrise Mitglied der Notgemeinschaft der Berliner Fondsmakler e.V. In dieser Zeit sorgte sie besonders rastlos für notleidende Börsenmakler und Börsenmaklerinnen sowie deren Familien und vertrat deren Interessen gegenüber der Regierung, den Großbanken und dem Börsenvorstand. Da auch die Goldschmidts nicht von der Weltwirtschaftskrise verschont blieben, mussten sie in eine kleinere Wohnung an den Dernburgplatz 1 (heute: Dernburgstraße 4) umziehen.

## Zeit des NS-Regimes
Nach der Machtergreifung durch die Nationalsozialisten 1933 wurde ihr zusammen mit anderen jüdischen Börsenmaklerinnen und Börsenmaklern die Zulassung zur Berliner Börse zum 30. September 1933 entzogen und der Zutritt zu dieser mit Wirkung vom 1. Oktober 1933 verwehrt. Da sie sich mit dieser Situation nicht abfinden wollte, kontaktierte sie mutig und entschlossen sowohl die Industrie- und Handelskammer als auch den Preußischen Minister für Wirtschaft und Arbeit, Kurt Schmitt, und erhob mehrfach Einspruch. Allerdings lehnte der Staatskommissar der Berliner Börse, Otto Schniewind, die Eingabe im ministerialen Auftrag am 28. Oktober 1933 ab. Damit hatte sie ihre Existenz in Deutschland verloren, da sie als Jüdin auch keine andere Tätigkeit aufnehmen durfte. Sie konnte ihre Rechnungen nicht mehr bezahlen und musste Erwerbsmöglichkeiten außerhalb Deutschlands in Erwägung ziehen. Von der gemeinnützigen öffentlichen Auswanderer-Beratungsstelle in Berlin wurde ihr die Übersiedlung nach Südafrika empfohlen: Dort gab es die Johannesburger Börse und durch ihre guten Geschäftskontakte zur Londoner Börse war eine Anschlussfähigkeit ihrer Tätigkeit im Börsen- und Bankgewerbe in diesem Teil des Commonwealth zu vermuten. In der Folge orderte Else Goldschmidt am 18. Dezember 1933 beim Reisebüro „Atlantic Express GmbH“ in der Friedrichstraße 100 ein Ticket nach Übersee. Nachdem sie sich am 5. Januar 1934 polizeilich abgemeldet hatte, verließ sie Berlin. Als Untermieterin für ihre Wohnung wurde ihre Mutter Ella eingetragen, welche – nach Gerda 1934 – aufgrund der sich verschärfenden, gefährlichen Verhältnisse in Deutschland ebenfalls gezwungen war, 1935 nach Südafrika auszuwandern.

## Emigration
Else Goldschmidt musste am 10. Januar 1934 über England nach Südafrika emigrieren. Sie reiste mit dem Zug von Berlin nach London und hielt sich dort bis zur Abreise auf. Das Passagierschiff „Carnarvon Castle“ der Union Castle Mail Steamship Co. Ltd. legte am 19. Januar 1934 in Southampton ab und über die Stationen Port Elizabeth, Port Natal, East London erreichte sie am 5. Februar 1934 Kapstadt. Von dort aus reiste sie mit dem Zug nach Johannesburg.

## Berufliche Tätigkeit in Südafrika
Else Goldschmidt war jedoch von den Möglichkeiten im Einwanderungsland enttäuscht, weil sie trotz intensiver Suche keine Chance erhielt, ihre Spezialkenntnisse im Bank- und Börsenwesen zu nutzen und ihre frühere Tätigkeit auszuüben. Da sie mittellos war und Frauen in der südafrikanischen Gesellschaft – geschweige denn im Finanzsektor – ohnehin geringer als Männer geschätzt wurden, war eine Selbständigkeit als Börsenmaklerin ausgeschlossen. Nach dreimonatiger Erwerbslosigkeit bekam sie eine gering bezahlte Stellung als Effektenbuchhalterin bei einem Johannesburger Börsenmakler. Allerdings musste sie nach drei Jahren erneut feststellen, dass ihre Aussichten eines wirtschaftlichen Fortkommens sehr gering waren. 1937 wechselte sie in die Effektenabteilung einer Finanzgesellschaft, bis sie 1942 eine sich bietende Möglichkeit wahrnahm, die neue Finanzgesellschaft Select Unit Investment Trust Ltd. gemeinsam mit anderen Personen aufzubauen. Als am 7. Oktober 1942 ein männlicher Sekretär eingestellt wurde, verlor sie ihre Position. Dennoch blieb sie als Hilfskraft in diesem Unternehmen, da sich keine bessere Anstellung bot und sie das Geld zur Existenzabsicherung ihrer Familie – auch ihre Schwiegereltern, ihre Mutter und ihre Schwester waren erwerbslos – dringend benötigte. Ende 1947 wurde ihr von der Geschäftsleitung des Unternehmens nahegelegt, selbst die Kündigung einzureichen, da sie wegen der geplanten Umstrukturierungsmaßnahmen ansonsten entlassen worden wäre, was einen Gesichtsverlust in der südafrikanischen Gesellschaft bedeutet hätte. Dem kam sie schließlich nach. 1948 trat sie als Buchhalterin in die kleine Bekleidungsfirma ihres Mannes Kurt Hirsch ein. Sie erhielt kein eigenes Gehalt mehr, da auf diese Weise Gehaltskosten für eine Angestellte gespart werden konnten.

## Entschädigungsverfahren
Am 14. Februar 1955 stellte sie ihren Entschädigungsantrag aufgrund des Bundesgesetzes zur Entschädigung für Opfer der nationalsozialistischen Verfolgung, insbesondere für den Schaden an Eigentum und Vermögen sowie für den Schaden im beruflichen und wirtschaftlichen Fortkommen. Mehrfach musste der sie vertretende Berliner Rechtsanwalt Arthur Prinz die Bearbeitung bei den deutschen Behörden anmahnen. Am 14. Februar 1962 erhielt sie schließlich die 180 DM für die Auswanderungskosten erstattet, welcher als Schaden an Vermögen eingeordnet war. Ebenfalls 1962 wurden sie und ihre Mutter für den Verlust ihrer Bankfirma auf der Grundlage des 2,5fachen Jahresverdienstes von 25.000 RM mit insgesamt 5.000 DM entschädigt. Auch die Entschädigung für den Schaden im beruflichen Fortkommen gestaltete sich als jahrelanger, kräftezehrender Prozess, bis sie nach mehrmaligen Drängen ihres Rechtsanwaltes beim Entschädigungsamt Berlin am 14. Juni 1963 – acht Jahre nach der Beantragung –, die Auszahlung einer monatlichen Rente von 559 DM erhielt, die sich nicht wie beantragt an der Einstufung für den höheren Dienst, sondern für den gehobenen Dienst orientierte.

Else Goldschmidt schrieb in ihrem Entschädigungsantrag: 
„Ich habe einen meinem früheren Einkommen in Deutschland gleichwertigen Verdienst niemals seit meiner Auswanderung erreicht. Ich habe auch niemals wieder die Möglichkeit gehabt, eine selbständige und auch nur annähernd meiner Position in Deutschland gleichkommende Stellung im Wirtschaftsleben in Südafrika zu erreichen.“

## Tod
Else Hirsch starb am 19. Dezember 1975 in Johannesburg und wurde auf dem Friedhof Chewra Kadischa bestattet.

## Gedenken
Am 16. Juni 2022 wurde ein Stolperstein für Else Goldschmidt, ihre Mutter Ella Goldschmidt und ihre Schwester Gerda Goldschmidt in der Dernburgstraße 4 (ehemals Dernburgplatz 1) in Berlin-Charlottenburg verlegt. Unterstützt von der Stolperstein-Initiative Berlin Charlottenburg-Wilmersdorf e.V. und initiiert von Katrin Richter fand das Gedenken im Beisein der Nachfahren und einer interessierten Öffentlichkeit statt.

## Podcast
2024 erschien im Rahmen der Reihe Zwischen Magie und Handwerk der Bauhaus-Universität Weimar ein Podcast als Gespräch von Simon Frisch mit Katrin Richter unter dem Titel „Über das Schreiben des Buches Else’s Story“.